# Jaroslav Jirkovský
Jaroslav Jirkovský (Břevnov, 15 ottobre 1891 – Praga, 31 agosto 1966) è stato un hockeista su ghiaccio e calciatore boemo.

## Carriera

### Calcio
Come la stragrande maggioranza dei giocatori di hockey slavi di quei tempi pionieristici, è stato originariamente un calciatore. Ha militato nello Slavia Praga nel 1907-1908. Ha giocato 3 partite con la squadra nazionale boema debuttando il 6 ottobre 1907 contro l'Ungheria, sfida vinta 5-3. A 15 anni, 11 mesi e 21 giorni è il più giovane esordiente nella storia della Nazionale cecoslovacca. Nel 1908 ha giocato altri due incontri amichevoli, nuovamente con l'Ungheria e con l'Inghilterra.

### Hockey su ghiaccio
Tiratore di qualità straordinarie, ha giocato per lo Slavia Praga. Ha partecipato a dieci campionati europei, tra il 1911 e il 1926 vincendo quattro medaglie d'oro. Con la nazionale cecoslovacca ha anche partecipato al torneo di hockey su ghiaccio alle Olimpiadi invernali del 1924. Ha disputato un totale di 34 partite segnando 36 gol.

## Statistiche

### Cronologia presenze e reti con la nazionale di calcio
| Cronologia completa delle presenze e delle reti in nazionale ― Boemia | Cronologia completa delle presenze e delle reti in nazionale ― Boemia | Cronologia completa delle presenze e delle reti in nazionale ― Boemia | Cronologia completa delle presenze e delle reti in nazionale ― Boemia | Cronologia completa delle presenze e delle reti in nazionale ― Boemia | Cronologia completa delle presenze e delle reti in nazionale ― Boemia | Cronologia completa delle presenze e delle reti in nazionale ― Boemia | Cronologia completa delle presenze e delle reti in nazionale ― Boemia |
| Data                                                                  | Città                                                                 | In casa                                                               | Risultato                                                             | Ospiti                                                                | Competizione                                                          | Reti                                                                  | Note                                                                  |
| --------------------------------------------------------------------- | --------------------------------------------------------------------- | --------------------------------------------------------------------- | --------------------------------------------------------------------- | --------------------------------------------------------------------- | --------------------------------------------------------------------- | --------------------------------------------------------------------- | --------------------------------------------------------------------- |
| 6-10-1907                                                             | Praga                                                                 | Boemia                                                                | 5 – 3                                                                 | Ungheria                                                              | Amichevole                                                            | -                                                                     |                                                                       |
| 5-4-1908                                                              | Budapest                                                              | Ungheria                                                              | 5 – 2                                                                 | Boemia                                                                | Amichevole                                                            | -                                                                     |                                                                       |
| 13-6-1908                                                             | Praga                                                                 | Boemia                                                                | 0 – 4                                                                 | Inghilterra                                                           | Amichevole                                                            | -                                                                     |                                                                       |
| Totale                                                                |                                                                       | Presenze                                                              | 3                                                                     |                                                                       | Reti                                                                  | 0                                                                     |                                                                       |

### Cronologia presenze e reti con la nazionale di hockey su ghiaccio
| Presenze e reti con la nazionale di hockey su ghiaccio | Presenze e reti con la nazionale di hockey su ghiaccio | Presenze e reti con la nazionale di hockey su ghiaccio | Presenze e reti con la nazionale di hockey su ghiaccio | Presenze e reti con la nazionale di hockey su ghiaccio | Presenze e reti con la nazionale di hockey su ghiaccio |
| ------------------------------------------------------ | ------------------------------------------------------ | ------------------------------------------------------ | ------------------------------------------------------ | ------------------------------------------------------ | ------------------------------------------------------ |
| Anno                                                   | Team                                                   | Competizione                                           | Partite giocate                                        | Gol segnati                                            | Classifica finale                                      |
| 1911                                                   | Boemia                                                 | Campionato europeo                                     | 3                                                      | 5                                                      | 1º posto                                               |
| 1912                                                   | Boemia                                                 | Campionato europeo                                     | 2                                                      | 1                                                      | 1º posto                                               |
| 1913                                                   | Boemia                                                 | Campionato europeo                                     | 3                                                      | 6                                                      | 2º posto                                               |
| 1914                                                   | Boemia                                                 | Campionato europeo                                     | 2                                                      | 7                                                      | 1º posto                                               |
| 1921                                                   | Cecoslovacchia                                         | Campionato europeo                                     | 1                                                      | 1                                                      | 2º posto                                               |
| 1922                                                   | Cecoslovacchia                                         | Campionato europeo                                     | 2                                                      | 6                                                      | 1º posto                                               |
| 1923                                                   | Cecoslovacchia                                         | Campionato europeo                                     | 4                                                      | 1                                                      | 3º posto                                               |
| 1924                                                   | Cecoslovacchia                                         | Olimpiadi                                              | 3                                                      | 1                                                      | 3º posto                                               |
| 1925                                                   | Cecoslovacchia                                         | Campionato europeo                                     | 3                                                      | 3                                                      | 1º posto                                               |
| 1926                                                   | Cecoslovacchia                                         | Campionato europeo                                     | 7                                                      | 5                                                      | 2º posto                                               |
| 1927                                                   | Cecoslovacchia                                         | Campionato europeo                                     | 4                                                      | 0                                                      | -                                                      |
|                                                        |                                                        | Totale                                                 | 34                                                     | 36                                                     |                                                        |